# Ervin Mészáros
Ervin Mészáros (Budapest, 2 d'abril de 1877 – Budapest, 21 de maig de 1940) va ser un tirador hongarès que va competir a començaments del segle xx.
El 1912 va prendre part en els Jocs Olímpics d'Estocolm, on disputà dues proves del programa d'esgrima. Guanyà la medalla d'or en la prova de sabre per equips i la de bronze en la de sabre individual.